# Federaal district
Verschillende federale landen kennen de term federaal district of hoofdstedelijk district in de politieke onderverdeling. Meestal bevatten zij de hoofdstad van het land en vaak staan deze ook onder rechtstreekse controle van de federale overheid.

## Hoofdstedelijk gebied
In Latijns-Amerika wordt deze onderverdeling vaak gebruikt (Distrito Federal in zowel Portugees als Spaans):
- Federaal district Mexico-Stad, Mexico, het enige gebied van het land dat niet bij een deelstaat is ingedeeld.
- Federaal District (Brazilië), hetzelfde als Mexico, hier is de hoofdstad Brasilia.
  - Federaal District (mesoregio), de enige mesoregio in het federaal district van Brazilië
- Australisch Hoofdstedelijk Territorium
- Buenos Aires, een autonome regio die de hoofdstad bevat van Argentinië.
- Brussels Hoofdstedelijk Gewest, het tweetalig gewest in België, dat ook de hoofdstad Brussel bevat.
  - Zie ook: Brussel en de Europese Unie
- Nationaal Hoofdstedelijk Territorium van Delhi, India.
- Federal Capital Territory, Nigeria.
- Hoofdstedelijk Territorium Islamabad, Pakistan.
- Hoofdstedelijk District (Venezuela), een federaal district dat overeenkomt met de stad Caracas, Venezuela.
- District of Columbia of Washington D.C., Verenigde Staten, een gebied dat onder directe controle staat van de federale overheid.

In Maleisië zijn er drie "federale territoria" (Maleis: Wilayah Persekutuan) onder rechtstreekse controle door de federale overheid, namelijk Kuala Lumpur, Putrajaya en Labuan.

## Rusland
Rusland is onderverdeeld in 8 federale districten, die zijn gecreëerd teneinde de macht meer te centraliseren en daardoor meer grip te krijgen op belangrijke interne zaken. In dit geval heeft de term niets te maken met de betekenis van "hoofdstedelijk district" in andere landen.